# Estonie aux Jeux olympiques d'hiver de 2002
L'Estonie a participé aux Jeux olympiques d'hiver de 2002 à Salt Lake City aux États-Unis. Pour sa sixième participation à des Jeux d'hiver, la délégation estonienne était représentée par 17 athlètes et remporta 3 médailles: une d'or, une d'argent et une de bronze, toutes en ski de fond. Elle se classa à la 17e place au tableau des médailles. Il s'agit à la fois des premières médailles et du premier titre olympique remportés par l'Estonie lors de Jeux olympiques d'hiver.

## Liste des médaillés estoniens

### Médailles d'or
| Sport              | Discipline             | Sportifs        | Performance |
| Médailles d'or : 1 |                        |                 |             |
| Ski de fond        | 15 km Classique Hommes | Andrus Veerpalu |             |

### Médailles d'argent
| Sport                  | Discipline             | Sportifs        | Performance |
| Médailles d'argent : 1 |                        |                 |             |
| Ski de fond            | 50 km Classique Hommes | Andrus Veerpalu |             |

### Médailles de bronze
| Sport                   | Discipline             | Sportifs | Performance |
| Médailles de bronze : 1 |                        |          |             |
| Ski de fond             | 15 km Classique Hommes | Jaak Mae |             |

## Biathlon
Hommes
| Athlète                                                      | Compétition       | Temps              | Pénalités | rang |
| ------------------------------------------------------------ | ----------------- | ------------------ | --------- | ---- |
| Dimitri Borovik                                              | 10 km sprint      | 26 min 50 s 1      | 2         | 30e  |
| Dimitri Borovik                                              | 12,5 km poursuite | 35 min 33 s 10     | 2         | 26e  |
| Dimitri Borovik                                              | 20 km individuel  | 58 min 2 s 5       | 5         | 56e  |
| Janno Prants                                                 | 10 km sprint      | 27 min 29 s 2      | 3         | 45e  |
| Janno Prants                                                 | 12,5 km poursuite | DNF                | -         | -    |
| Janno Prants                                                 | 20 km individuel  | 59 min 14 s 0      | 6         | 63e  |
| Indrek Tobreluts                                             | 10 km sprint      | 27 min 31 s 1      | 2         | 48e  |
| Indrek Tobreluts                                             | 12,5 km poursuite | 36 min 57 s 46     | 3         | 41e  |
| Indrek Tobreluts                                             | 20 km individuel  | 57 min 52 s 1      | 4         | 53e  |
| Roland Lessing                                               | 10 km sprint      | 28 min 34 s 4      | 2         | 70e  |
| Roland Lessing                                               | 20 km individuel  | 57 min 8 s 4       | 3         | 45e  |
| Janno Prants Indrek Tobreluts Dimitri Borovik Roland Lessing | 4x7,5 km relais   | 1 h 28 min 38 s 29 | 1+12      | 11e  |

## Combiné nordique
Hommes
| Athlète       | Compétition | Sauts | Rang | Temps         | rang |
| ------------- | ----------- | ----- | ---- | ------------- | ---- |
| Jens Salumäe  | Sprint      | 111,8 | 7e   | +2 min 49 s   | 37e  |
| Jens Salumäe  | Gundersen   | 220,5 | 25e  | +9 min 15 s 7 | 40e  |
| Tambet Pikkor | Sprint      | 96,7  | 31e  | +3 min 58 s 0 | 40e  |
| Tambet Pikkor | Gundersen   | 219,0 | 29e  | -             | -    |

## Patinage artistique
| Athlète        | Compétition | rang |
| -------------- | ----------- | ---- |
| Margus Hernits | Hommes      | 27e  |

## Saut à ski
Hommes
| Athlète    | Épreuve                   | Qualifications | Qualifications | Finale      | Finale |
| Athlète    | Épreuve                   | Performance    | Rang           | Performance | Rang   |
| ---------- | ------------------------- | -------------- | -------------- | ----------- | ------ |
| Jaan Jüris | Petit tremplin individuel | 79.0           | 44e            | -           | -      |
| Jaan Jüris | Grand tremplin individuel | 74.4           | 40e            | -           | -      |

## Ski de fond
Hommes
| Athlète                                          | Compétition                   | Temps             | rang |
| ------------------------------------------------ | ----------------------------- | ----------------- | ---- |
| Andrus Veerpalu                                  | 15 km classique               | 38 min 1 s 3      | 1er  |
| Andrus Veerpalu                                  | 50 km classique               | 2 h 6 min 44 s 5  | 2e   |
| Indrek Tobreluts                                 | 1,5 km sprint                 | 3 min 0 s 02      | 33e  |
| Jaak Mae                                         | 15 km classique               | 38 min 20 s 5     | 3e   |
| Jaak Mae                                         | 10 km classique + 10 km libre | 50 min 12 s 1     | 8e   |
| Meelis Aasmäe                                    | 15 km classique               | 40 min 31 s 2     | 40e  |
| Meelis Aasmäe                                    | 50 km classique               | 2 h 27 min 18 s 8 | 48e  |
| Pavo Raudsepp                                    | 1,5 km sprint                 | 3 min 1 s 04      | 35e  |
| Pavo Raudsepp                                    | 30 km libre                   | 1 h 23 min 8 s 3  | 60e  |
| Priit Narusk                                     | 15 km classique               | 43 min 3 s 2      | 57e  |
| Priit Narusk                                     | 10 km classique + 10 km libre | 53 min 45 s 2     | 53e  |
| Priit Narusk                                     | 1,5 km sprint                 | 3 min 1 s 75      | 39e  |
| Raul Olle                                        | 50 km classique               | 2 h 15 min 0 s 0  | 18e  |
| Andrus Veerpalu Jaak Mae Meelis Aasmäe Raul Olle | 4x10 km relais                | 1 h 36 min 7 s 0  | 9e   |

Femmes
| Athlète         | Compétition                 | Temps             | rang |
| --------------- | --------------------------- | ----------------- | ---- |
| Katrin Šmigun   | 15 km libre                 | 42 min 25 s 6     | 23e  |
| Katrin Šmigun   | 30 km classique             | 1 h 36 min 4 s 4  | 13e  |
| Katrin Šmigun   | 10 km classique             | 31 min 10 s 2     | 44e  |
| Kristina Šmigun | 15 km libre                 | 40 min 33 s 6     | 7e   |
| Kristina Šmigun | 30 km classique             | 1 h 33 min 52 s 7 | 7e   |
| Kristina Šmigun | 10 km classique             | DNF               | -    |
| Kristina Šmigun | 5 km classique + 5 km libre | 25 min 48 s 6     | 13e  |
| Piret Niglas    | 15 km libre                 | 32 min 49 s 1     | 53e  |
| Piret Niglas    | 30 km classique             | -                 | 54e  |